# 寬銀幕

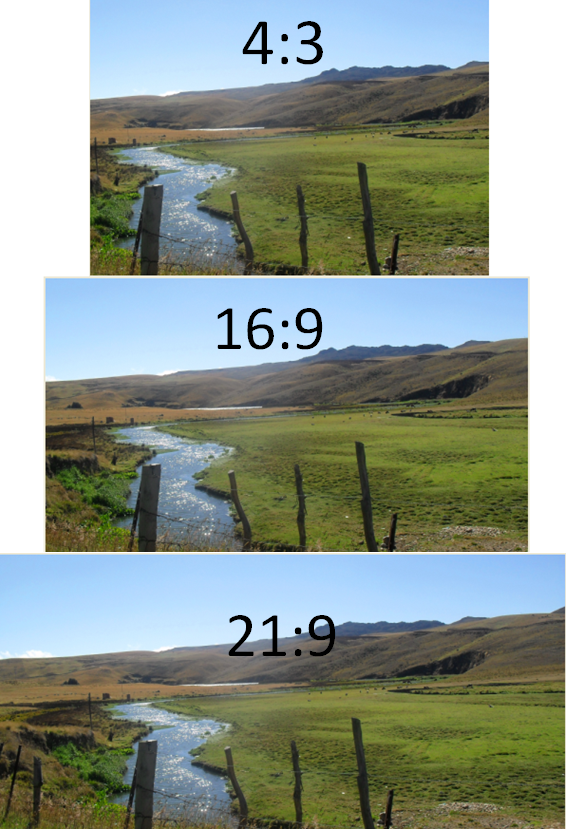
经典的4:3比例以及两个更宽的比例

宽银幕图像是在电影、电视和计算机屏幕中使用的一種長寬比影像。对于计算机显示器來說，宽于4:3的纵横比就是宽屏。宽屏计算机显示器之前的纵横比为16:10（例如 1680x1050），但现在通常为16:9（例如 1920x1080）。
电视及广播的原始屏幕比例为4:3（如768x576）。而16:9（如7680x4320）宽屏电视于1990年代至2000年代初期在不同的国家和地区得到越来越广泛的使用，如今通常应用于超高畫質電視中。
多数笔记本电脑显示器采用16:9或16:10（8:5）的纵横比。

## 电影

### 历史
宽银幕首次应用于1897年上映的电影《科贝特-菲茨西蒙斯之战》中，这是第一部使用63毫米伊士曼胶片拍摄的宽银幕电影，每帧有五个穿孔。
宽银幕在1920年代后期广泛用于以阿贝尔·冈斯的电影《拿破仑》 (1927)为代表的一些短篇電影、新闻影片及故事片，最后的宽银幕序列在冈斯称为Polyvision中。克洛德·奥当-拉哈使用早期的亨利·雅克·克雷蒂安宽银幕工艺发行了电影《生火》，该电影后来在1952年由二十世纪福斯改编为宽银幕电影镜头版本。
乔治·K·斯波和P·约翰·伯格伦开发的实验性Natural Vision宽屏工艺使用63.5毫米胶片，宽高比为2:1。1926年，尼亚加拉大瀑布的自然视觉电影上映。1927年，Natural Vision工艺被用于制作由詹姆斯·斯图尔特·布莱克顿执导的电影《美国人》，但该影片从未在影院上映。

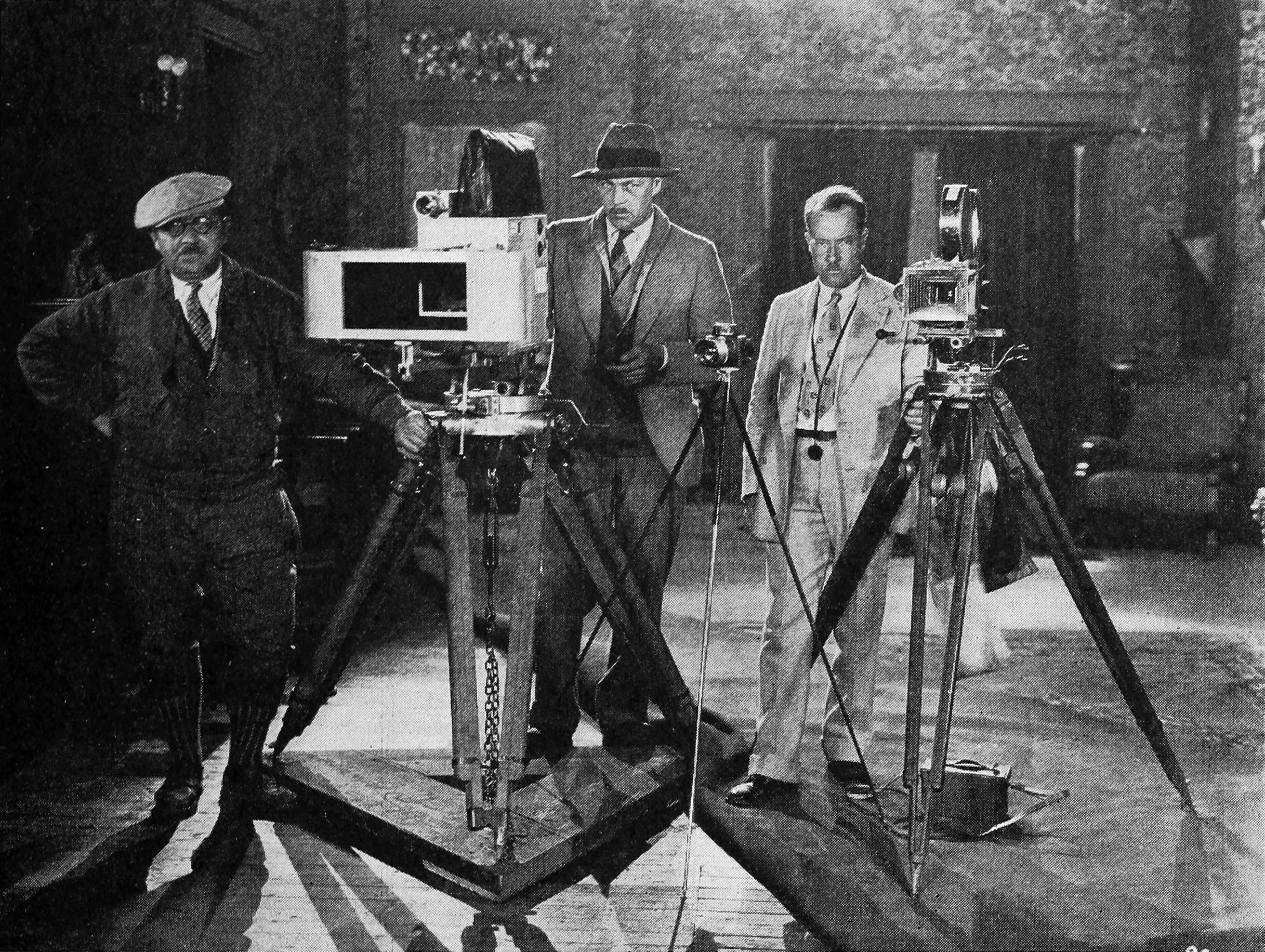
康拉德·卢珀蒂、J·马文·斯普尔和威廉·S·亚当斯和Natural Vision相机

1929年5月26日，福克斯电影公司在纽约市发布了使用Fox Grandeur技术的电影《Fox Grandeur News》和《Fox Movietone Follies of 1929》。其它以70 mm胶片拍摄的电影是1929年的音乐剧《欢乐时光》，该片于1930年2月13日在纽约市罗克西剧院首映，由和查尔斯·法瑞尔主演，时年12岁的贝蒂·格拉布尔饰演合唱团女童；根据电影历史学家迈尔斯·克鲁格的说法，由爱尔兰男高音约翰·麦考马克主演，弗蘭克·鮑沙其执导的音乐剧《心之歌》之70毫米版本于1930年3月17日从实验室运出，但从未发行。而其35毫米版本于1930年3月11日在纽约首次亮相。由约翰·韦恩和老泰隆·鲍尔主演的西部片《大足迹》于1930年10月2日在好莱坞的格劳曼中国剧院首映，该影片也是采用70 mm film Fox Grandeur工艺制作的。
1930年8月21日，雷电华电影发行了琼·阿瑟、路易斯·沃海姆和罗伯特·阿姆斯特朗主演，采用65毫米宽银幕工艺制作的影片《危险的灯》。该工艺被称为Natural Vision，由电影先驱乔治·K·斯波发明。1930年11月13日，联美公司发行了由罗兰·韦斯特执导的《蝙蝠祟》，采用被称为Magnafilm的70毫米宽银幕工艺。1930年，华纳兄弟使用名为Vitascope的宽屏工艺发布了《火焰之歌》和《天命》。同年，在电影《The Trail of '98》试验了名为“Fantom Screen”的系统后，米高梅推出了名为“Realife”的系统。米高梅利用该技术拍摄了《大草地》，但由于电影公众的兴趣下降，尚不清楚它是否被发布。
到1932年，大萧条迫使制片厂削减不必要的开支。此后到1953年，各大厂商才再次使用更宽的纵横比以试图阻止由于电视的出现而导致的上座率下降。一些以阿尔弗雷德·希区柯克为代表的制片人和导演，不愿意使用宽银幕电影镜头等技术中的变形宽银幕尺寸。希区柯克使用一种由派拉蒙影业和特艺彩色开发的非变形宽银幕工艺VistaVision以呈现各种平面宽高比的画面。

### 种类

#### 蒙版
此类宽银幕于1953年4月推出。底片使用球面镜头拍摄，但底片的顶部和底部被金属光圈板隐藏或遮盖。放映时需在投影仪中按照剧院屏幕的规格使用光圈板切割画面，也可在拍摄阶段出于构图目的使用硬遮罩来遮盖这些区域，放映时仍使用光圈板来遮挡影院中的适当区域。此方法不利之处在于仅有部分图像被扩展到全高，故胶片颗粒尺寸因此增加。电影被设计成在电影院中以蒙版宽屏格式放映，完整的未蒙版帧则用于电视。该情况下，摄影师会为宽屏构图，但会保护整个图像免受麦克风和其他拍摄设备等因素的影响。标准化的平面宽屏比例为1.66:1、1.75:1、1.85:1和2:1。目前，大多数该格式影片采用1.85:1纵横比。

#### 35毫米变形
此类型的宽银幕用于宽银幕电影镜头、全景电影和其他几个等效过程。这样电影实际上是“压缩”拍摄的，因此演员在电影中看起来垂直拉长。放映时，投影机内的一个特殊镜头可解压缩图像，使其看起来正常。在宽银幕电影镜头或全景电影中拍摄的电影通常以2.39:1为放映纵横比，尽管原始纵横比可以是2.55:1（原始4轨磁声纵横比）或2.35:1（原始单声道光声纵横比）。负片的纵横比通常为2.66:1，极少数情况下为2.55:1或2.35:1。更改为2.39:1以及后来更改为2.40:1的唯一目的是更好地隐藏所谓的“底片组装”拼接（合成相机底片中使用的拼接。这不是生产变化，而是建议的投影更改）。
智利电影使用16毫米胶片的变形镜头，以2.66:1的超宽银幕放映，而呈现出独特的外观。

#### 超级规格
该技术使用更宽的镜头拍摄完整的底片画面，包括传统上为音轨保留的区域，然后将印刷品缩小或裁剪以使其重新适合发行。Super 35的宽高比几乎可以设置为任何投影标准。

#### 大尺寸
70毫米的胶片画幅不仅比标准画幅宽两倍，而且高度更高。因此，以70毫米胶片拍摄和放映的图像面积是非变形35毫米膠片胶片的四倍以上，从而显着提高了图像质量。自1970年代以来，很少有剧情片完全采用这种方式拍摄；最近的三部是肯尼斯·布莱纳的《哈姆雷特》、保罗·托马斯·安德森的《大师》和昆汀·塔伦蒂诺的《八恶人》。多年来，以变形格式拍摄的大尺寸影像使用储备库存的70毫米胶片进行涉及CGI或蓝屏合成的SFX拍摄，因为变形格式会产生上述效果的问题。该技术有时也被用来从35毫米相机底片上拍摄70毫米放大照片，用于在特定城市的“路演”巡回演出，以利用提供的额外声道。数字音响系统的引入和安装的70毫米放映机数量的减少使得70毫米放映机基本上过时了。然而，从35毫米格式到IMAX的放大已用于数量有限的大片。
派拉蒙影业开发的VistaVision是70毫米胶片的前身。它于1954年推出，通过相机水平运行标准35毫米胶片，以使用更大的底片面积实现宽银幕效果，以便在标准单片胶片无法产生更精细效果的时代创建更精细的四孔35毫米照片. 负框架为八个穿孔宽。八孔摄影有时用于拍摄特殊效果，以产生更细粒度的遮罩，可用于光学印刷而不会降低图像质量，并且因其在卢卡斯影业的三部原创星球大战电影中的使用而闻名。另一个类似的水平方向系统是米高梅的Arnoldscope。

#### 多镜头摄影机/多台投影仪
Cinerama系统首先使用三镜头摄影机拍摄，然后使用三台同步投影仪将三个胶片投射到曲面屏幕上，从而实现2.89的超宽宽高比。后来的全景电影以70毫米变形镜头拍摄，由此产生的宽银幕图像由光学打印机分成三部分以产生最终的三重打印胶片。
Cinerama的技术缺陷在其自己的文章中进行了讨论。只有两部叙事故事片，《格林兄弟的奇妙世界》和《西部开拓史》，是在三机位全景电影中拍摄的，而后者的几个片段实际上是在Ultra-Panavision中拍摄的。除了少数为专业全景影院偶尔制作的电影外，这种格式实际上已经过时了。阿贝尔·冈斯的史诗电影《拿破仑》（1927年）的最后一卷开创了一种非全景式三投影仪工艺。该工艺被冈斯称Polyvision，由并排的三个1.33图像组成，因此总长宽比为图像是4:1。然而，该技术拍摄的电影的放映难度使得大多数影院拒绝以此格式放映。
1956年至1957年间，苏联开发了Kinopanorama技术。该技术某种程度上与最初的三机位全景电影是同一种技术。

#### 70毫米变形镜头
俗称“Ultra Panavision”或“MGM Camera 65”，可创造出更宽广的高质量画面。该摄影机流程用于翻拍《宾虚》（1959年），产生了2.76:1的宽高比，这是有史以来用于故事片的最宽投影图像之一，可用于捕捉广阔的全景景观和具有数千个临时演员和巨大布景的高预算场景。尽管该技术受到《宾虚》等史诗电影的青睐，但由于高制作成本70毫米变形镜头并不常用。目前该技术已过时。

## 电视
电视广播的原始屏幕比例为4:3 (1.33:1)。这与电视首次商业销售时的大多数电影的纵横比相同。早期的4:3电影（如《乱世佳人》）一直在电视上以全画幅播放。
当准备一部原本打算在电视广播中以宽屏显示的电影时，通常会使用诸如中心剪切或平移和扫描等技术对素材进行边角截断的剪辑。有时在Super 35的情况下，完整的负片在电视上显示时没有遮挡（即去除了硬遮罩），但这会导致4:3图像不是导演希望观众看到的图像，有时会出现可以看到在图片被遮罩时从镜头中编辑出来的麦克风的情况。现代宽屏电视具16:9的纵横比，允许它们显示16:9宽屏画面而不会出现黑边。

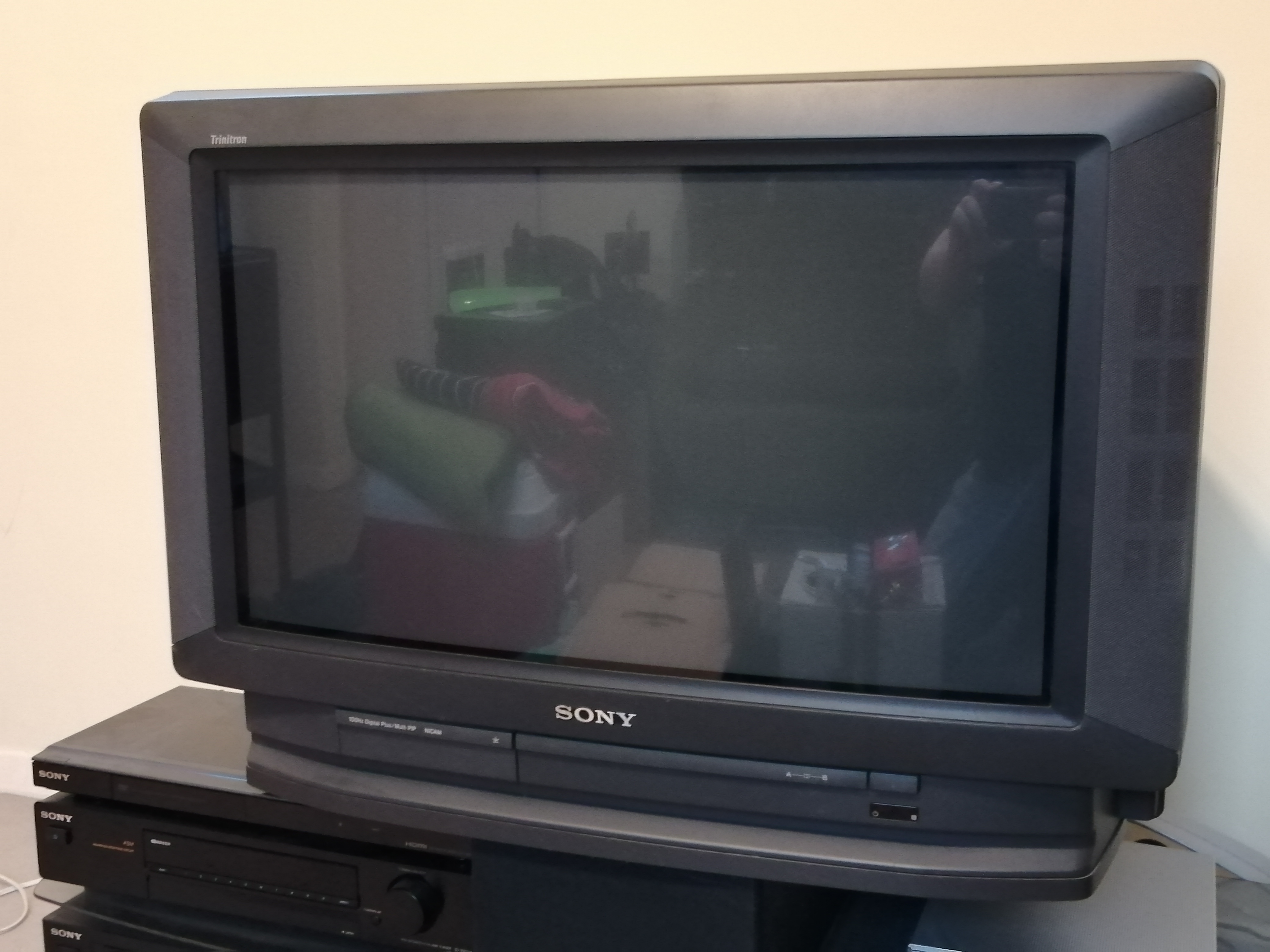
一台产于1994年的索尼宽屏电视

在欧洲，PAL电视制式的分辨率高于NTSC制式，这意味着电视上的黑边问题没有并那么严重。PAL也有一个扩展，称为PALplus，它允许专门配备的接收器接收PAL图像作为真正的16:9和完整的576行垂直分辨率，前提是电台采用相同的系统。标准PAL接收器将接收这样的广播，如16:9图像信道转换4:3，黑边中带有少量颜色噪声；这种“噪声”实际上是隐藏在彩色信号中的附加线。该系统在模拟NTSC广播中没有等价物。
尽管PALplus在全欧洲使用的基于DVB的数字卫星、地面和有线广播中支持宽屏，但只有比利时、爱尔兰、荷兰、奥地利、德国、北欧国家和英国在大屏幕上采用了宽屏，欧洲卫星提供的所有宽屏频道中有一半以上针对这些地区。随着地面数字电视的出现，在1990年代后期以英国为代表的国家开始转向使用宽屏，并要求广告商自2000年7月1日起，在宽屏“C-Day”向广播公司投放宽屏广告。
宽屏电视通常与数字高清电视（HDTV）接收器或标准清晰度（SD）DVD播放器及其他数字电视源结合使用。数字素材以高清格式（原生16:9（1.78:1））或变形压缩格式提供给宽屏电视标清图像。技术上通常对解码数字标准清晰度图片的设备进行编程以提供变形宽屏格式、16:9和4:3格式。若素材制作者包含了必要的摇摄数据，则可以在4:3上使用摇摄或扫描模式；若缺少此数据，则使用信箱或中心剪切。
HD DVD和蓝光播放器于2006年推出，家用摄像机也可以宽屏提供高清视频格式。这些发展将为在电视上观看宽屏图像带来更多便利。